# 쿠시다 아키라
쿠시다 아키라(串田 アキラ, 1947년 10월 17일, 본명: 쿠시다 아키라(串田 晃) ~ )는 일본의 가수이다.